# Travemünder Woche

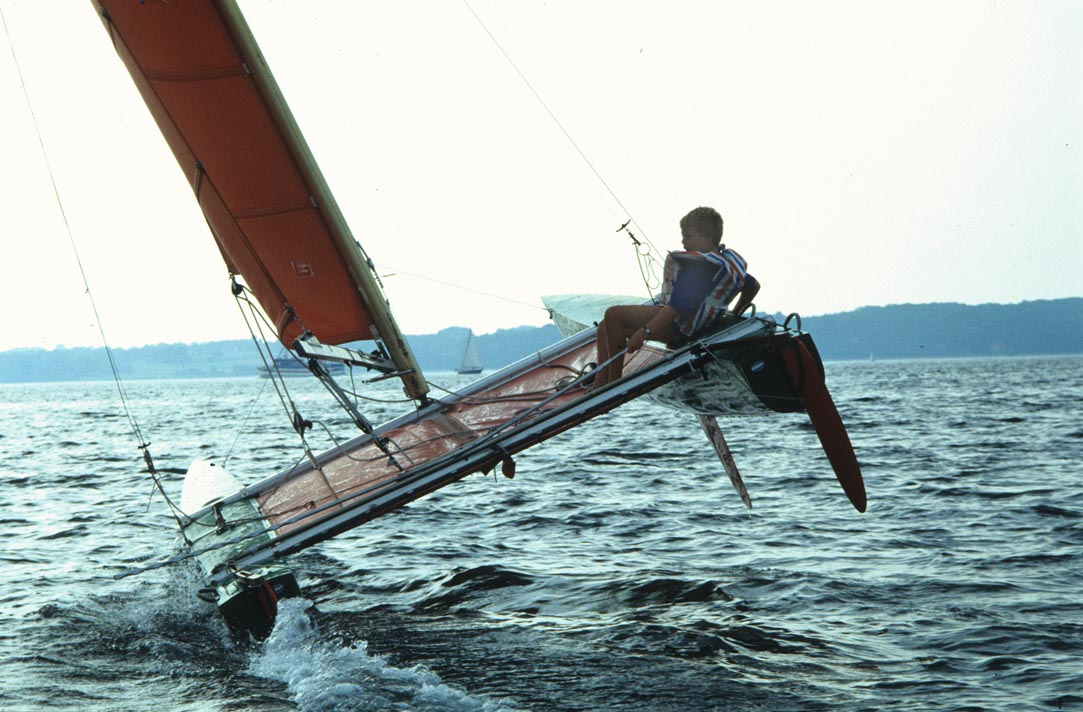
Tornado

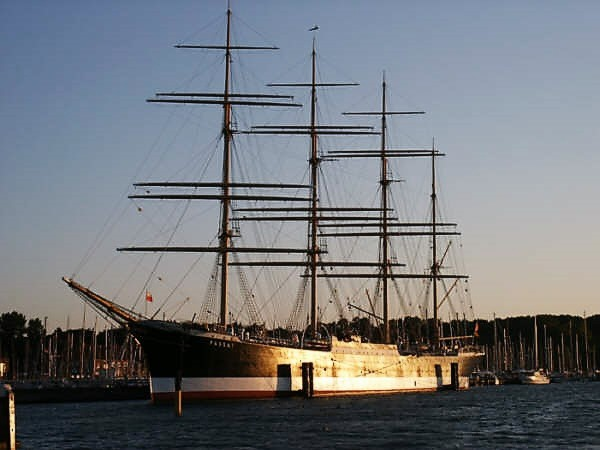
Imbarcazione Passat a Travemünde

Il Travemünder Woche (it: Settimana di Travemünde) è la seconda maggiore settimana velica in Germania. Si tiene dal 1892 dalla fine di luglio al resort di Travemünde nella baia di Lubecca nel mar Baltico.
Nel 2007 ci sono stati circa 3000 velisti partecipanti a 118 regate con più di 800 imbarcazioni.

## Classi di dinghy partecipanti
Contender, 420, 470, 505, 49er, Flying Dutchman, Laser, Tornado

## Classi di chiglie e yacht partecipanti
Nordic Folkboat, Dragon, J/22, J/24